# Adulterio en la literatura

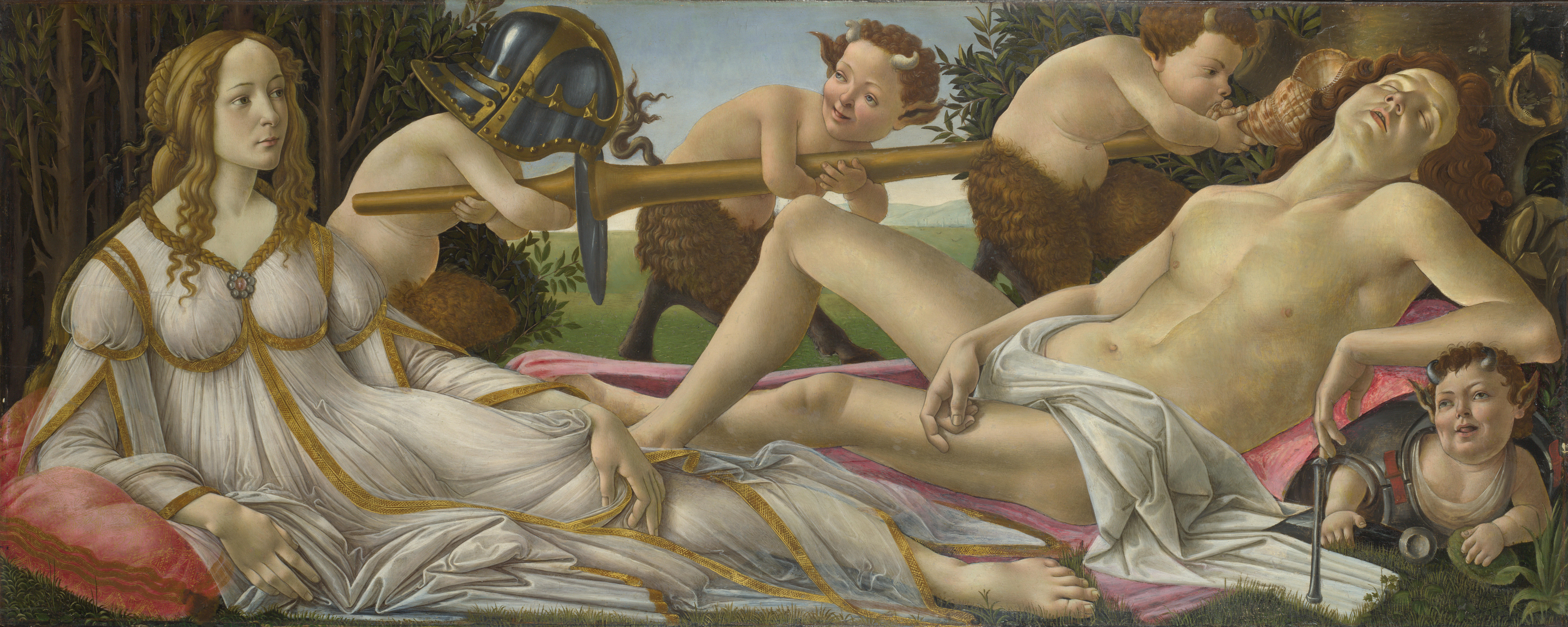
Venus y Marte de Botticelli, c 1485. Temple y óleo sobre tabla, 69 cm x 173 cm. National Gallery, London

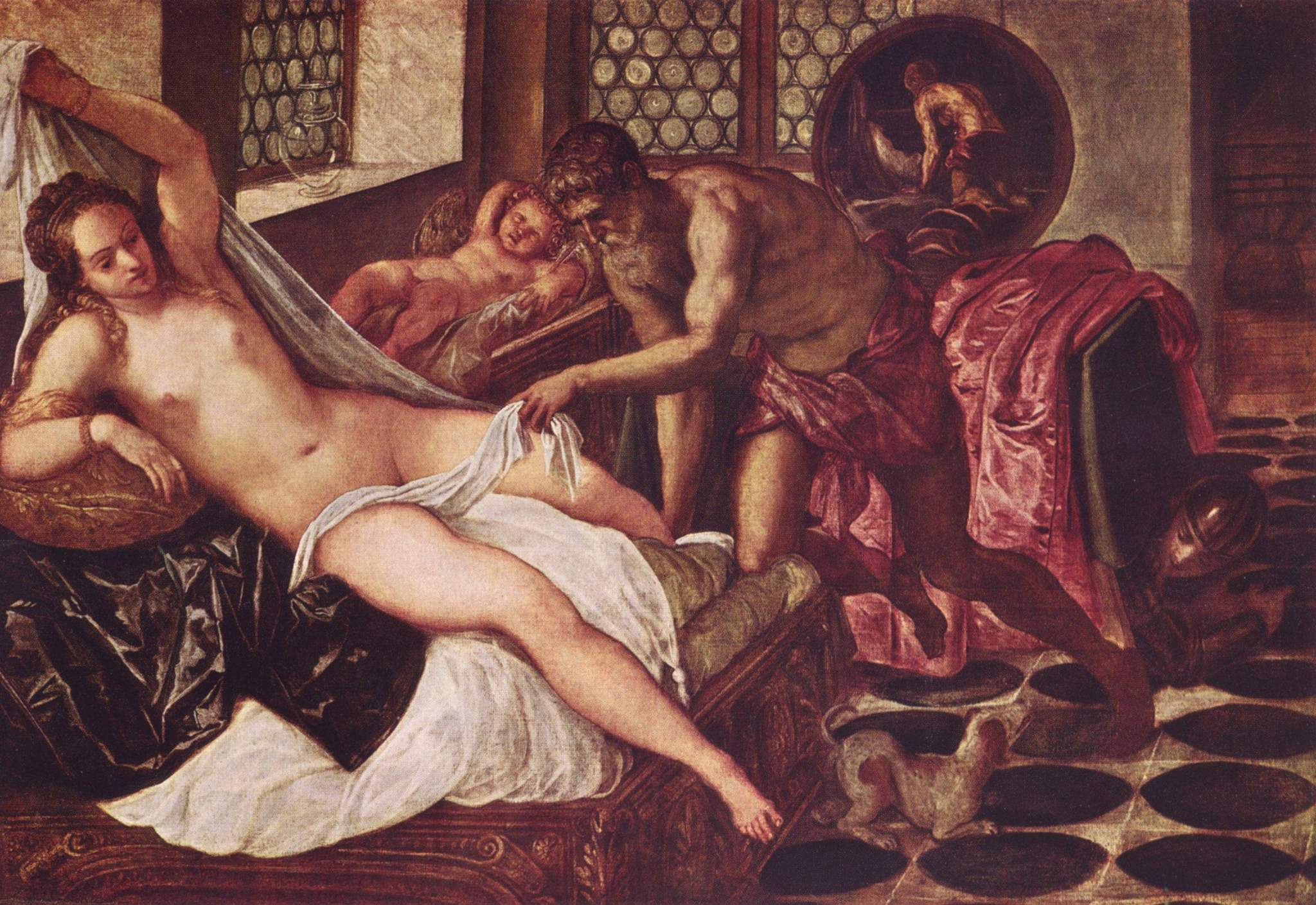
Marte y Venus sorprendidos por Vulcano (1551-1552) de Tintoretto

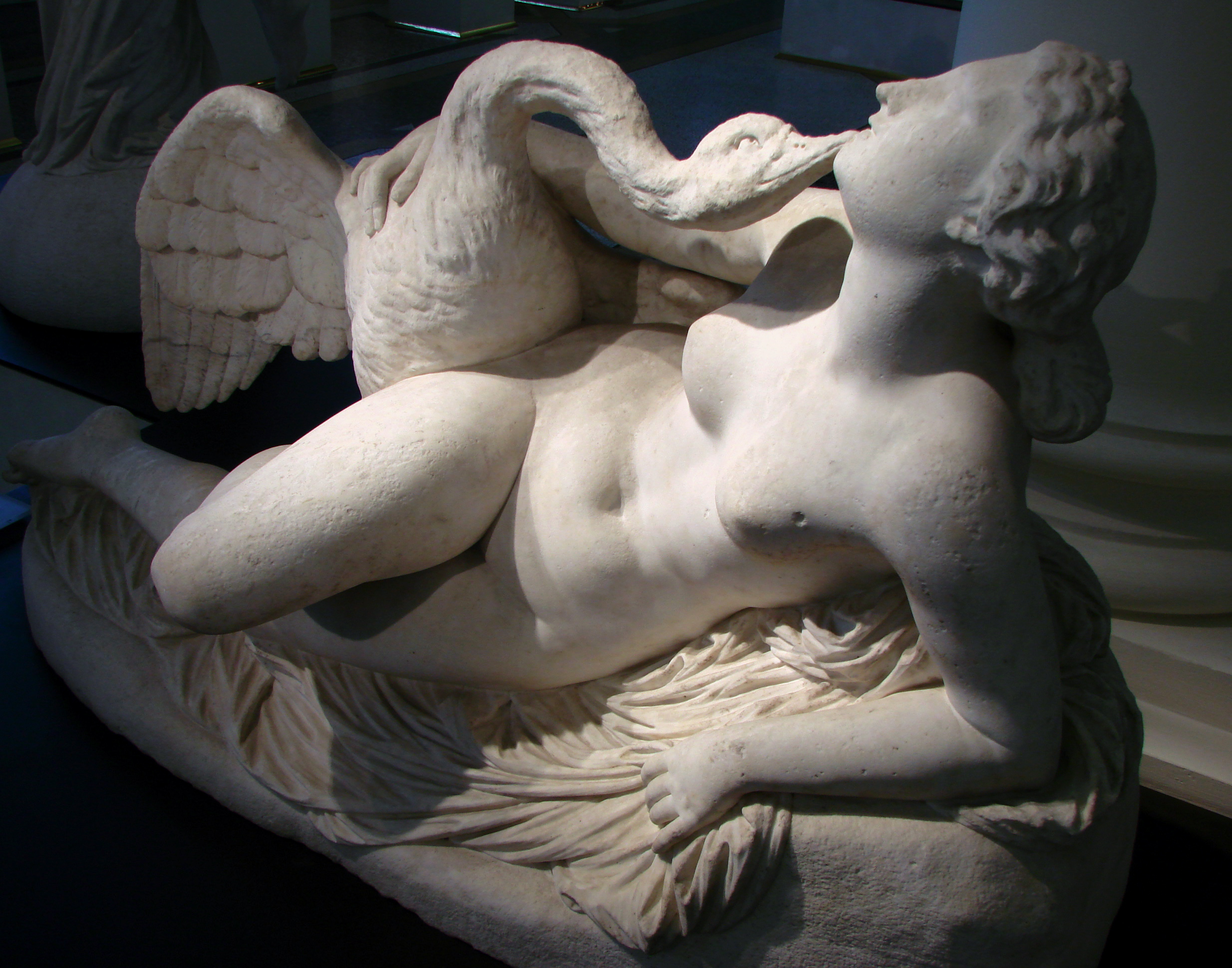
Auguste Clésinger: Leda y el cisne (Léda et le cygne, 1864). Museo de Picardía (Amiens).

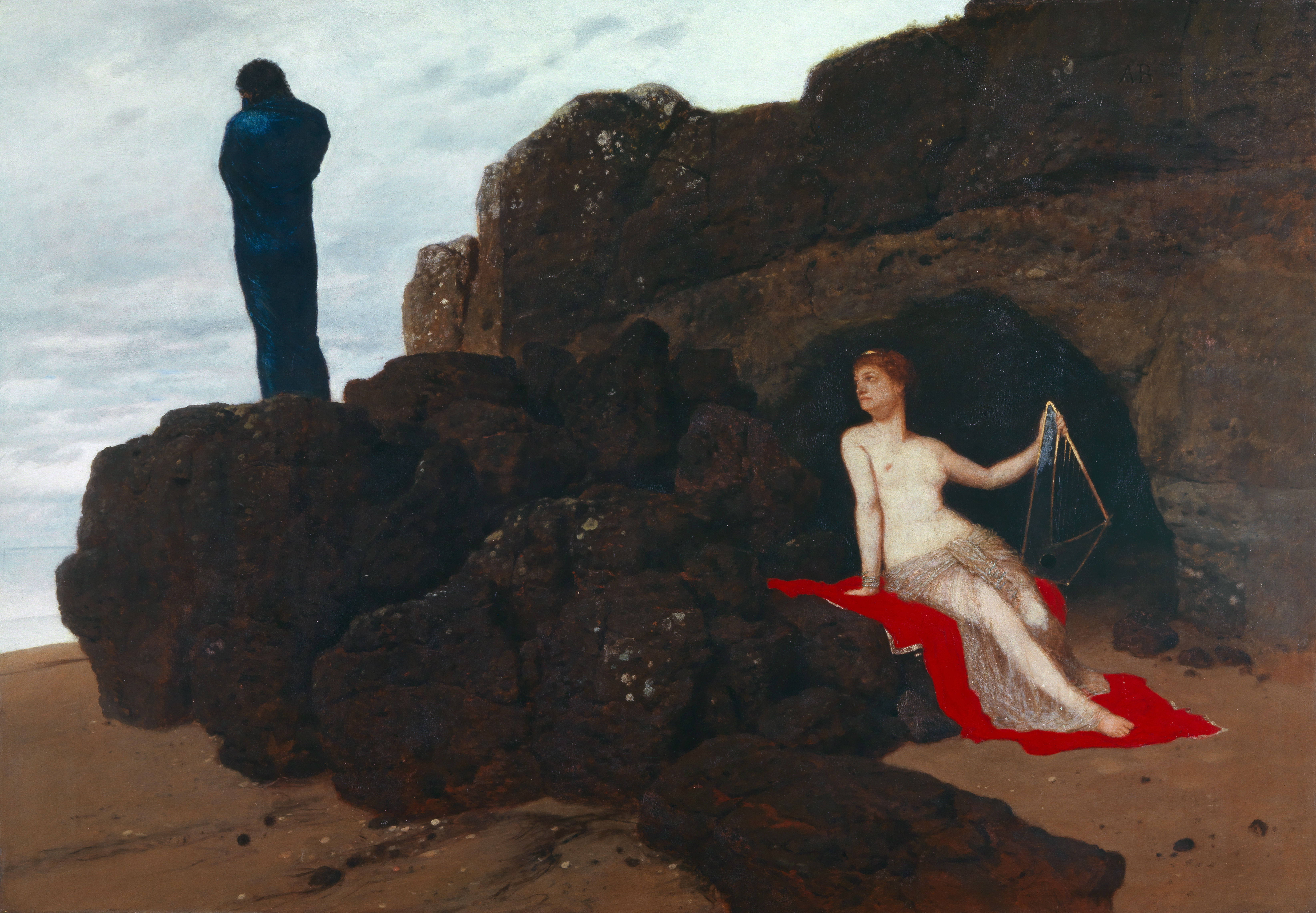
Ulises y Calipso de Arnold Böcklin (1883)

El adulterio es un tema común en la literatura. Como relación sexual de una persona casada con una persona distinta del cónyuge, el adulterio fue considerado, hasta bien entrado el siglo XX, como punible en casi todo el mundo, en la mayoría de los países islámicos (Zina) y también en partes del mundo occidental (por ejemplo, en muchos estados de los Estados Unidos) todavía lo es hoy. Asociado con el adulterio femenino está el riesgo de engendrar niños ilegítimos. En general, el adulterio es un incumplimiento de contrato y un abuso de confianza del cónyuge. Debido a que es tan omnipresente en la vida y como crea conflictos interpersonales y desafía las posiciones morales, ha sido repetidamente descrito y problematizado en la literatura mundial de todos los tiempos.

## Generalidades
Como lo afirma Daniel Mendelsohn "La literatura occidental comienza, por un lado, con una crisis matrimonial bíblica (Abraham, el primer hebreo, se acuesta con la sierva de su mujer) y, por otro, con el famoso acto de adulterio griego conmemorado en la Ilíada de Homero, cuya trama se pone en marcha por el loco asunto entre el príncipe troyano Paris y Helena de Troya, que termina por destruir una ciudad entera {,,,] La mayoría de los estudiosos están de acuerdo en que la novela moderna comienza con una historia de tentación adúltera."

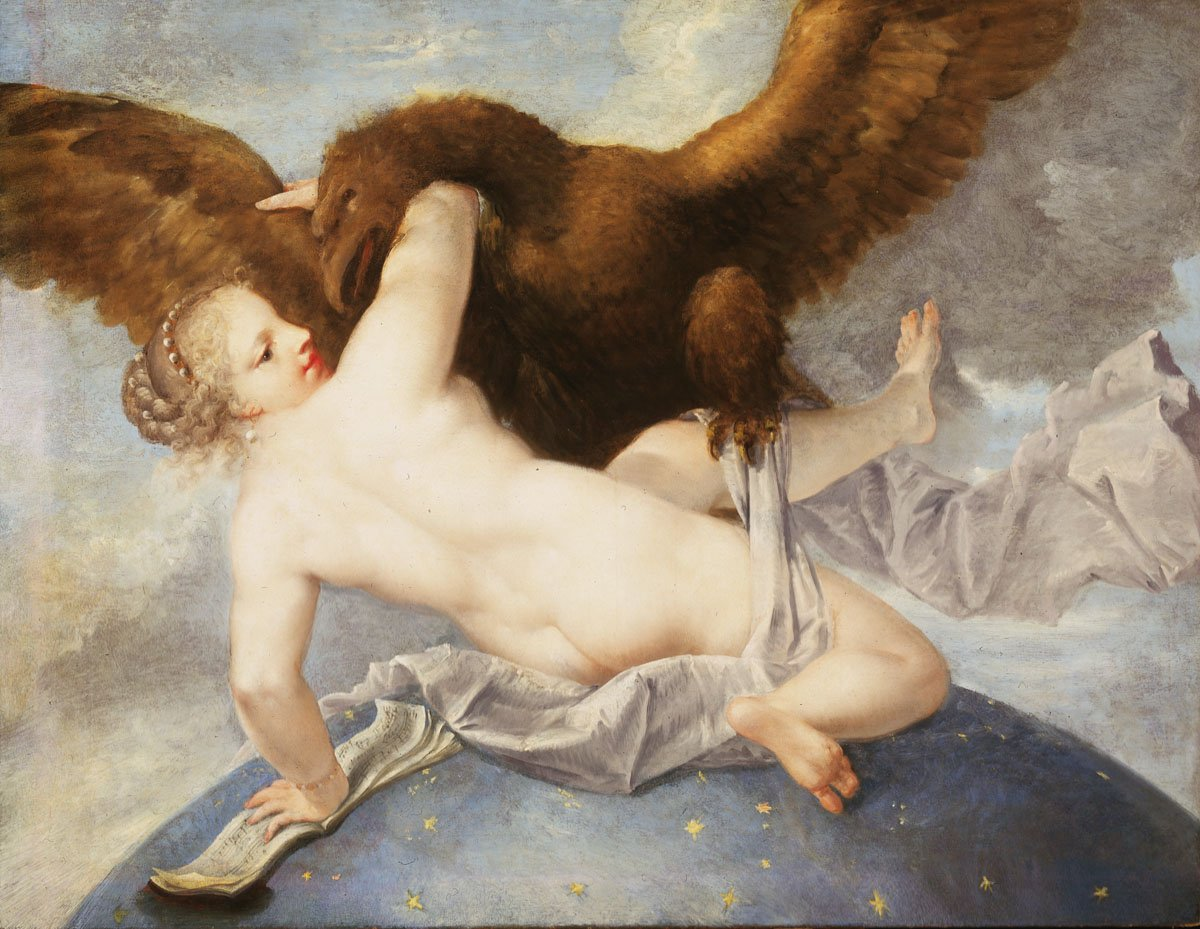
Zeus se acerca a Astraea (Marco Liberi,)

Tony Tanner se expresa en términos semejantes: "de hecho, podríamos sugerir que la triangularidad inestable del adulterio, en lugar de la simetría estática de matrimonio, es la forma generativa de la literatura occidental tal como la conocemos."
Los escritores a menudo han pensado explícitamente en el tratamiento del adulterio. Joachim Kalka sospecha que "El adulterio sólo tiene su esplendor siniestro porque el matrimonio, con su indisolubilidad, posee una tristeza tan abismal."
Otro ejemplo es la novela Thinks... de David Lodge, en la que la protagonista femenina, una escritora, reflexiona sobre Anna Karenina de la siguiente manera: "Las familias felices no son todas iguales. El problema es que no son muy interesantes, a menos, por supuesto, que pertenezcas a una. La ficción se alimenta de la infelicidad. Necesita conflicto, decepción, transgresión. Y dado que las novelas tratan principalmente sobre la vida personal y emocional, sobre las relaciones, no sorprende que la mayoría de ellas traten sobre el adulterio."
A menudo se ha argumentado, no solo por parte de la crítica literaria feminista, que la explosividad y el poder literario de las novelas de adulterio como Madame Bovary y Anna Karenina provienen de la “opresión socialmente institucionalizada de las mujeres”. Sin embargo, ni los diversos logros del movimiento internacional por los derechos de las mujeres ni la liberalización de la ley de divorcio han hecho que el tema pierda importancia en la literatura. En Thinks, el personaje femenino principal observa: "La civilización se basa en la represión, como observó Freud. Pero no en el sexo, ya no, dicen los impíos. No hay necesidad de pretender que el sexo por placer debe limitarse al matrimonio monógamo. ¿Verdadero? No, si hay que creer en la ficción contemporánea. Parece haber tanta ira, celos, amargura generada por la infidelidad sexual como siempre."
Como argumentó Jeffrey Eugenides en su novela The Love Story (2011), un cambio de escenario -quizás a un entorno social en el que Emma Bovary podría haberse divorciado fácilmente- habría cambiado poco en el explosivo poder literario de Madame Bovary, porque los temas actuales de esta -la sexualidad, el amor, las relaciones interpersonales, el matrimonio y la búsqueda de la felicidad individual- son temas humanos universales.
El escritor británico Anthony Burgess acuñó la broma de que el adulterio es “el más creativo de los pecados”.

## Antigüedad

### Egipto
Entre los textos literarios más antiguos que se conservan que tratan el tema del adulterio se encuentra la segunda historia del papiro de Westcar (entre 1837 y 1630 a. C.). Cr. ). Cuenta cómo el hechicero Ubaoner usa la magia para castigar al amante de su esposa, que es ejecutada.

### Grecia
Uno de los adúlteros más antiguos en la tradición literaria fue el dios olímpico Zeus, quien engañó a su esposa Hera con una variedad de mujeres, incluidas Leto, Leda, Europa, Io y Perséfone. Aunque a menudo se había acercado a estas mujeres en astutas metamorfosis, la venganza de la traicionada Hera nunca estuvo dirigida a Zeus, sino siempre a sus seres queridos. En la Odisea (siglo VIII/VII a. C.) Odiseo engaña a su inquebrantablemente fiel esposa Penélope con la hechicera Circe. La saga de los argonautas habla de los hombres de Lemnos que traicionaron a sus esposas con esclavas tracias después de que Afrodita las castigara con mal aliento. Las esposas, enfurecidas, luego masacran a sus maridos. Cuando su esposo Jasón, el hijo del rey, se vuelve hacia otra mujer, Medea asesina no solo a su rival y a su padre, sino también a sus propios hijos en venganza.

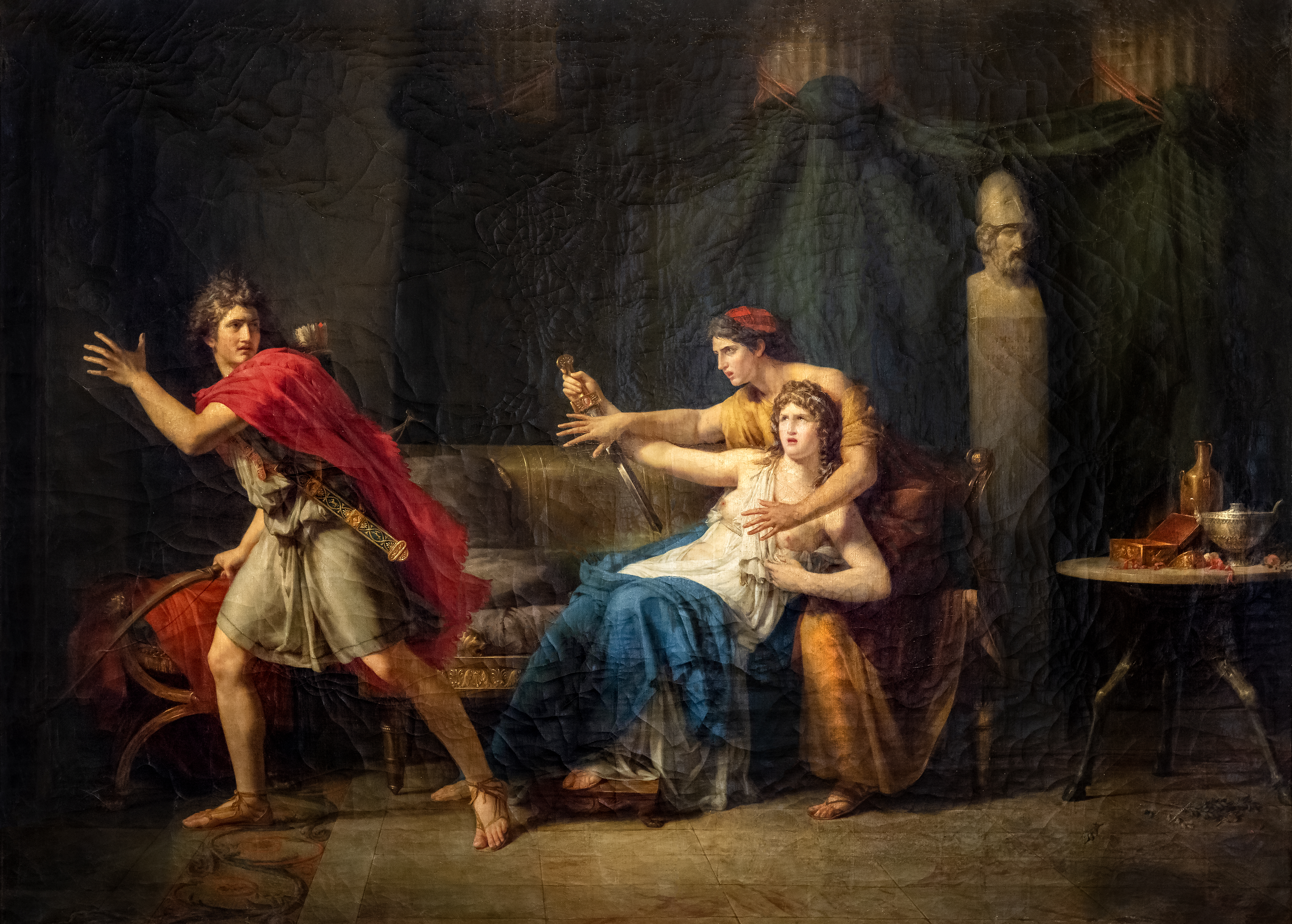
Hipólito después de la confesión de Fedra, su suegra, por Étienne-Barthélémy Garnier; Musée Ingres, Montauban

En la tragedia de Eurípides, Hipólito, la esposa de Teseo, Fedra, se enamora de su hijastro Hipólito, como consecuencia un hechizo lanzado por la celosa Afrodita, y se ahorca porque su amor no es correspondido. Otra adúltera famosa en la mitología griega es Clitemnestra, quien, junto con su amante Egisto, asesina a su esposo Agamenón. Aérope engaña a su marido Atreo con su hermano Thyestes. Atreo expulsa al rival y hace arrojar a Aérope al mar.
Heracles, después de engañar a su esposa Deyanira con Iole, es torturado con la túnica envenenada de Neso, que Deyanira le había enviado creyendo asegurarse de esa manera su fiedlidad. Deyanira se suicida y Heracles muere abrasado en una pira. El mismo Heracles es el resultado de una infidelidad de su madre Alcmena, a quien se había acercado a Zeus bajo la apariencia de su prometido Anfitrión.

### Biblia

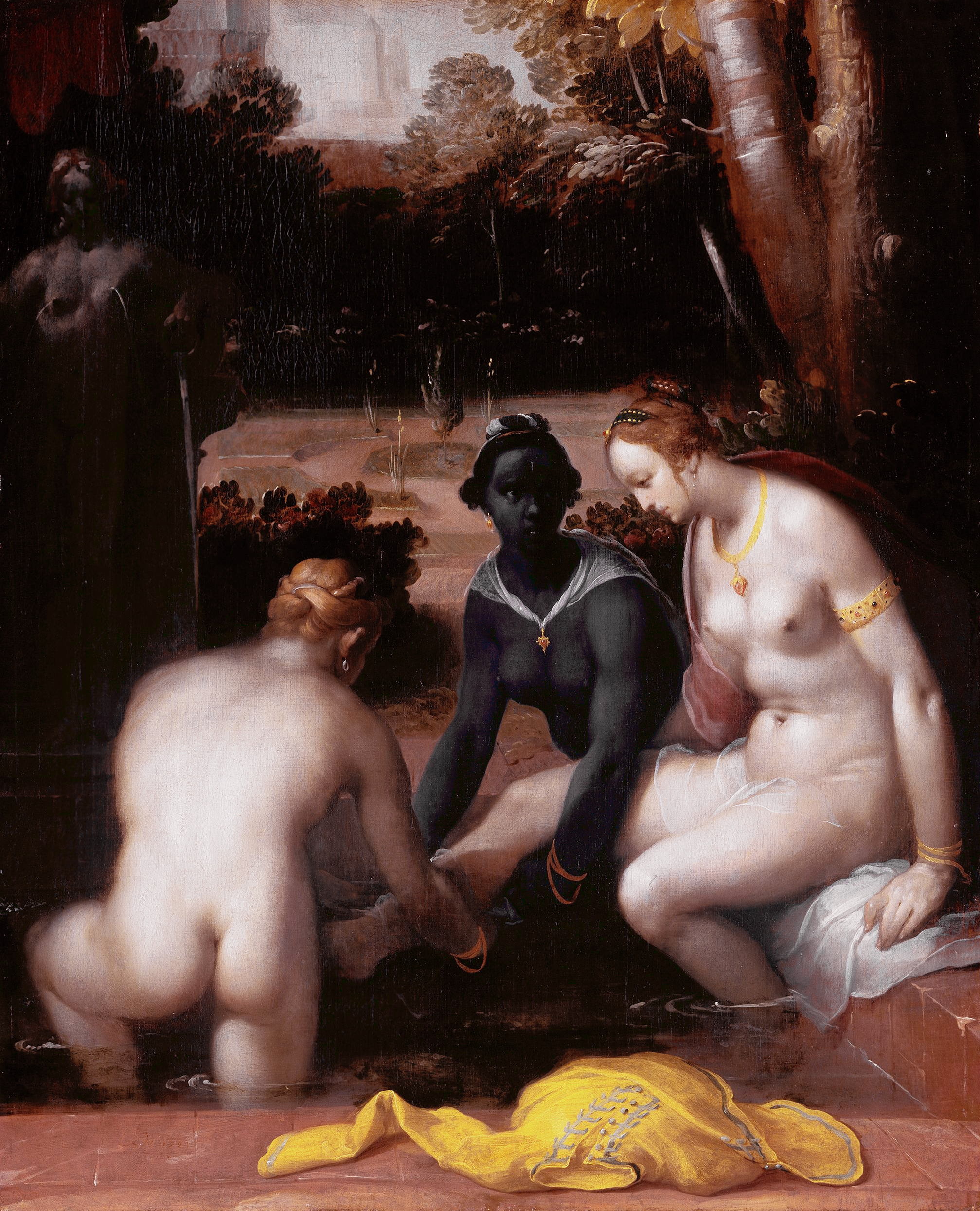
El baño de Betsabé de Cornelis van Haarlem.

El Antiguo Testamento de la Biblia también contiene historias sobre el adulterio. Según Génesis 16, 1-4 Abraham casado con Sara, duerme con la esclava Agar. Aunque esto sucede inicialmente a pedido de Sara, luego esta se pone celosa. En Génesis 35,22 se narra que Rubén se acuesta con Bilha, la concubina de su padre Jacob. El rey David, que ya tenía siete esposas, se acuesta con Betsabé, la esposa del hitita Uriah, y luego lo hace asesinar (2 Samuel 22, 2-17).
En el Nuevo Testamento, la historia de Jesús y la mujer sorprendida en adulterio es narrada en Juan 7:53-8:11. El padre de la iglesia Hipólito y el Papa Gregorio I han equiparado a María Magdalena con esa adúltera. Todavía a finales del siglo XIX hizo lo mismo, por ejemplo, Paul Heyse (María de Magdala, 1899). Sin embargo, como ha señalado Cynthia Bourgeault, entre otros, esta equiparación no tiene base bíblica y es una ficción de siglos posteriores.

## Edad Media y Renacimiento

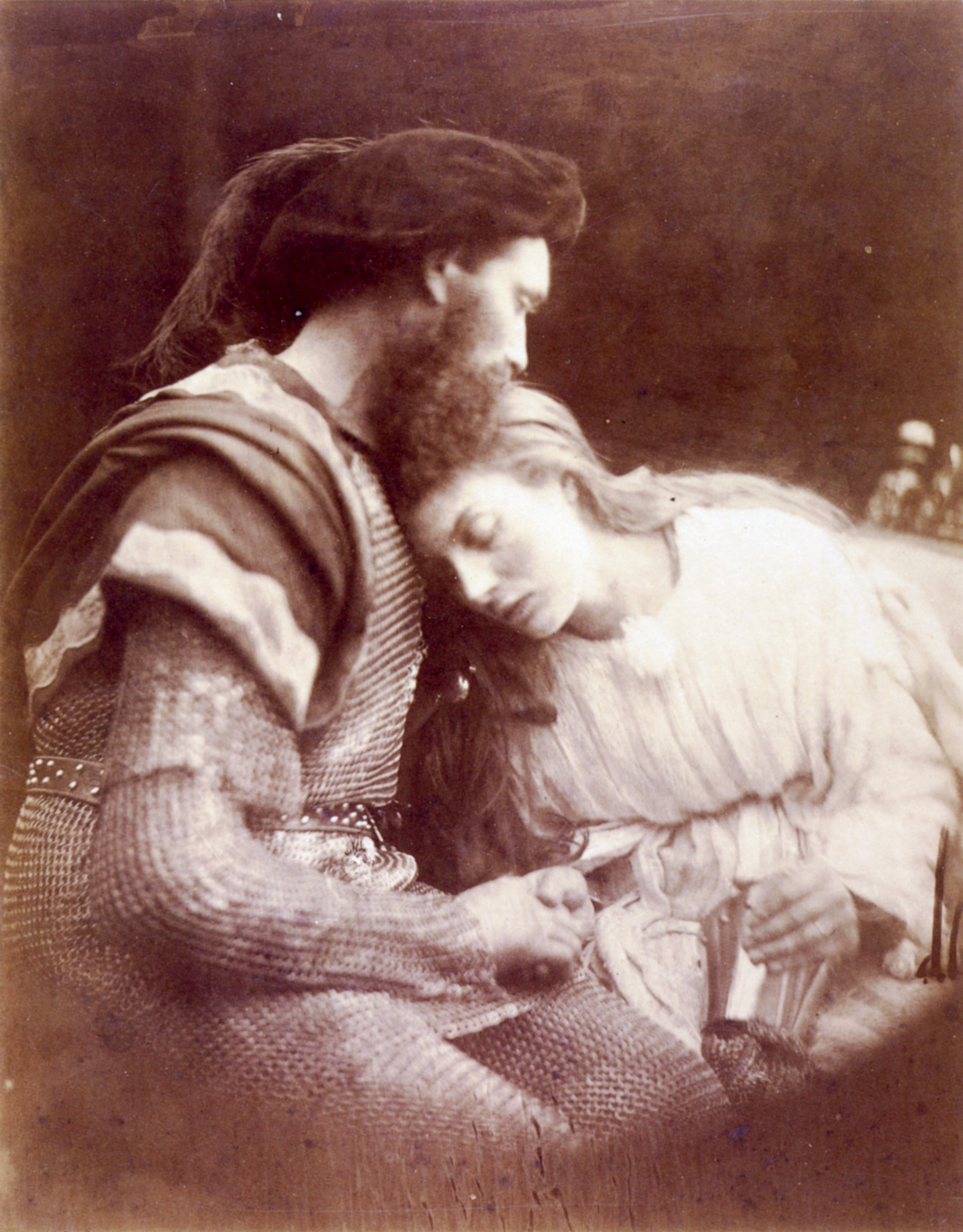
Despedida de Lanzarote y Ginebra (ilustración de J. M. Cameron 1874

### Francia
Del francés antiguo proviene la historia de Lancelot, que entabla una relación amorosa con Ginebra, la esposa de su amo, el rey Arturo. Este material, cuya adaptación más antigua es el cuento en verso de Chrétien de Troyes Lancelot, el Caballero de la Carreta (1177-1181), ha sido reinterpretado repetidamente hasta el día de hoy. En la adaptación latina de Geoffrey de Monmouth del mismo material, Historia Regum Britanniae (1136), todavía era Mordred quien mantenía una relación adúltera con Ginebra. Chrétien de Troyes también situó su cuento en verso Cligès  en el contexto de los Caballeros de la Mesa Redonda, en el que el héroe epónimo pierde su corazón por Fenice, la esposa de su tío Alis. Dado que este último muere, los amantes logran ser felices.
Igualmente importante es la historia de Tristán e Isolda, cuyas formas escritas más antiguas son del siglo XII. Ella describe el destino de la hija de un rey irlandés que accidentalmente toma una poción de amor junto con su pretendiente, que se supone que debería beber junto con su novio Marco de Corcualles.
También en el siglo XII, María de Francia escribió varios lays que tratan sobre el adulterio femenino, como Equitan, Bisclavret y Yonec, en los que los culpables sufren los castigos más severos.
El Heptamerón (1558) de Margarita de Navarra incluye, entre muchos otros, un relato satírico sobre el rey Alfonso II de Nápoles que tiene una aventura con una dama noble cuyo marido se indemniza acostándose con la reina.

### Área de habla alemana
Alrededor del año 1240, el “Stricker” escribió su farsa Der Pfaffe Amis, sobre un sacerdote engañoso que induce a las esposas, que quieren ser consideradas inocentes, a donar toda su fortuna para la construcción de una supuesta iglesia.
La primera versión sobreviviente del tema de la Ondina, basado en la tradición popular, fue escrita alrededor de 1320, probablemente por encargo del noble alsaciano Peter Diemringer von Staufenberg. La novela en verso habla del matrimonio del narrador con Merfeye , que está condicionado a que no tome ninguna otra esposa; cuando lo hace bajo la presión de sus familiares, muere el día de la boda.
La sátira moral La nave de los necios (1494) de Sebastian Brant de Estrasburgo contiene un episodio "Sobre el adulterio".

### Italia

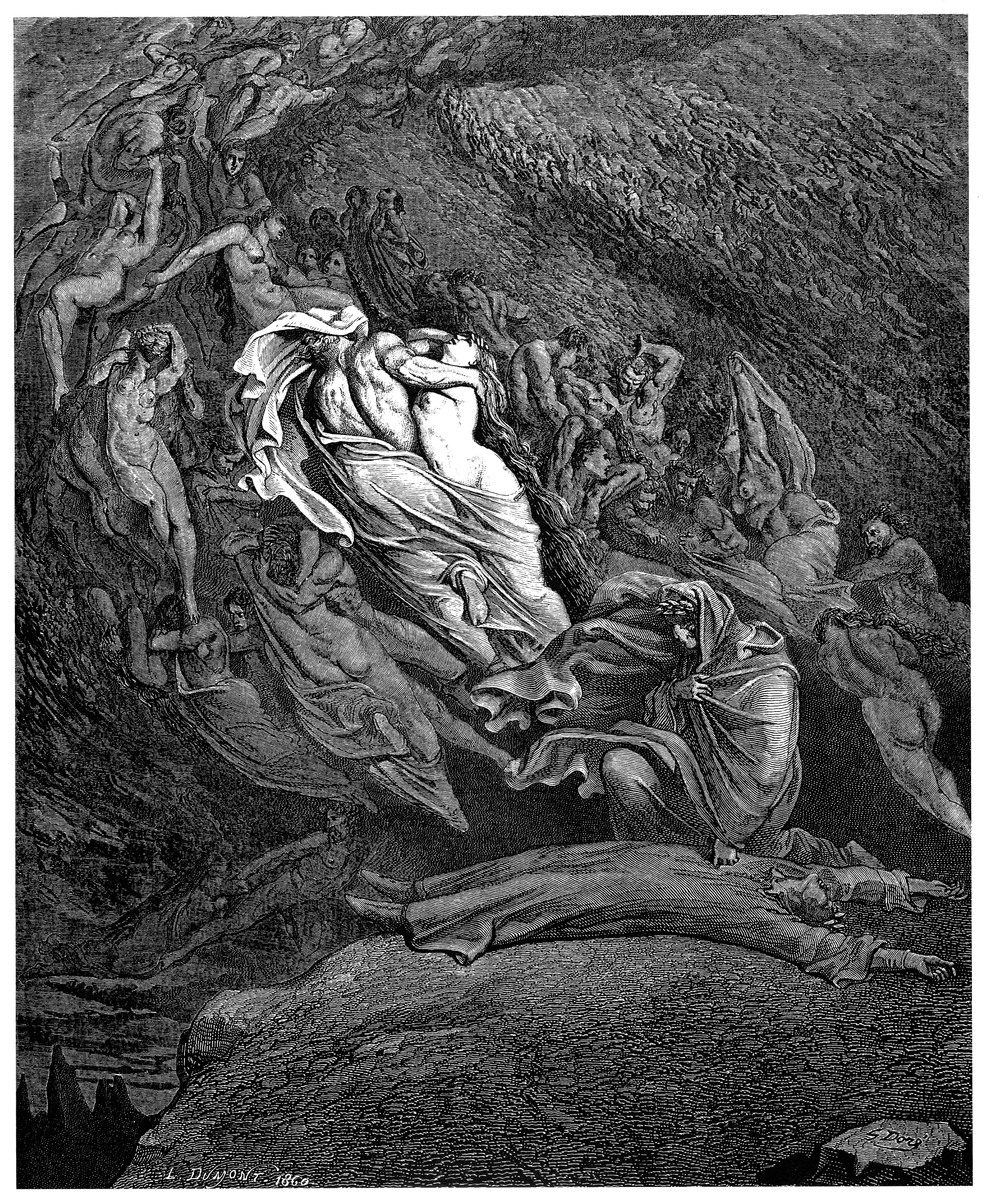
Ilustración de La Divina Comedia, por Gustavo Doré.

Una de las historias de adulterio más famosas de la Edad Media es el episodio de Francesca da Rimini en el canto V de la Divina Comedia de Dante (1321). Francesca está en el infierno después de que su esposo, Giovanni Malatesta la matara, al descubrirla engañándolo con su hermano Paolo. Lo acontecido, narrado por Francesca, da una pauta, también, de la peligrosidad de la lectura: "Pero, si tienes tanto deseo de conocer la primera raíz de nuestro amor, te lo diré mezclando la palabra y el llanto. Leíamos un día, por gusto, cómo el amor hirió a Lancelot. Estábamos solos y sin cuidados. Nos miramos muchas veces durante aquella lectura, y nuestro rostro palideció; pero fuimos vencidos por un solo pasaje. Cuando leímos que la deseada sonrisa fue interrumpida por el beso del amante, éste, que ya nunca se apartará de mí, me besó temblando en la boca."
En el siglo XIX y a principios del XX, muchos escritores y otros artistas tomaron un renovado interés por este tema y lo interpretaron de manera contemporánea en sus propias obras.
La colección de cuentos y novelas Decamerón (1349-1353) de Giovanni Boccaccio contiene la historia de Madonna Filippa, quien es llevada a la corte por su esposo después de una infidelidad, pero que se defiende allí ingeniosa- y exitosamente.
En la comedia La calandria (1513) de Bernardo Dovizi da Bibbiena, el adulterio se lleva a cabo cuando el amante se disfraza de mujer, logrando así entrar en la casa de su amante casada. En La mandrágora (1518), una comedia de temática similar de Nicolás Maquiavelo, el amante se hace pasar por médico con la misma intención.

### Irlanda e Inglaterra
Como ha señalado Thomas Owen Clancy, la lujuria y la locura son temas preferidos en la antigua literatura irlandesa. Destaca la conexión entre los bufones y el adulterio, como se puede observar en La Folie Tristan d'Oxford.
También se encuentran varios historias de adulterio en Los cuentos de Canterbury (1387) de Geoffrey Chaucer, incluido El cuento del molinero sobre el estudiante Nicolás que tiene una aventura con la esposa de su casero. Chaucer pretende, supuestamente,  advertir al lector sobre el pecado, pero lo presenta de manera demasiado entretenida para lograr ese propósito.
En la novela cortesana de Richard Johnson Tom a Lincoln (1599/1607), el lector se entera de la relación adúltera del rey Arturo con Angélica, hija del alcalde de Londres.
En 1592 se publicó de forma anónima en Londres la obra de teatro The Tragedy of Master Arden of Faversham, sobre un rico terrateniente cuya esposa infiel contrata a dos asesinos para deshacerse de su marido. 1603 siguió a la obra de Thomas Heywood La mujer dulcemente asesinada, inspirada en una novela italiana, en la que el marido traicionado renuncia a las disputas de sangre, pero la esposa infiel muere con el corazón destrozado
Se discute en la literatura especializada si la madre de Hamlet, Gertrudis, era una adúltera, es decir, si ya tenía intimidad con Claudio durante la vida del padre de Hamlet. "Ay, esa bestia incestuosa, esa adultera", vocifera el espíritu del padre de Hamlet en la quinta escena del primer acto. En el ensayo de 1919 "Hamlet y sus problemas", T. S. Eliot sugiere que la causa principal del dilema interno de Hamlet es el comportamiento pecaminoso de Gertrudis. Afirma: "Hamlet de Shakespeare... es una obra que trata sobre el efecto de la culpa de una madre sobre su hijo". Sería el único personaje de la obra de Shakespeare que podría haber cometido adulterio, ya que en Otelo, en el Cuento de invierno y en Cimbelino, las supuestas adúlteras son todas inocentes.

### Otras áreas
En la Saga völsunga, se narra la historia de Signy, que está casada con Siggeir pero engendra a Sinfiötli con su hermano gemelo Sigmund, pertenece a la mitología nórdica. En El anillo del nibelungo de Richard Wagner (1848–1874), estos cuatro corresponden a los personajes Sieglinde, Hunding, Siegmund y Siegfried.
Escrito en holandés medio, el sotternie Lippijn, parte de los manuscritos histórico-literarios de Van Hulthem, cuenta la historia de un marido que sabe que su esposa ha encontrado un amante, pero cuyas acusaciones son minimizadas por quienes lo rodean e incluso utilizadas en su desventaja.

## DelsigloXVIIalXIX
Daniel Meldensoh afirma que "Los dos siglos y medio que siguieron a La princesa de Clèves constituyeron el gran período de la novela de adulterio. Con el surgimiento de la industrialización a fines del siglo XVIII y el triunfo de la moralidad y la búsqueda de estatus burgués a lo largo del siglo XIX, el matrimonio y la propiedad se volvieron más importantes que nunca y, por esa razón, se convirtieron en la fuente de ansiedades que podían resolverse exhaustivamente en la extensión y con el detalle que la novela permite."

### Adúlteras en la literatura española (Siglo de Oro)
El dramaturgo español Lope de Vega escribió su tragedia El castigo sin venganza en 1631 sobre un noble italiano que busca una cruel venganza después de que su joven esposa cometiera adulterio con su hijo ilegítimo. El tema principal de esta pieza es el honor, que se manifiesta en el castigo que el duque impone a los amantes ocultando la causa real (su deshonor) bajo una falsa causa política. El castigo sin venganza es una de las poquísimas obras del Siglo de Oro en las que realmente tiene lugar el adulterio. En los dramas de Calderón de la Barca, las esposas mueren simplemente porque son sospechosas de adulterio, por ejemplo en El médico de su honra, donde un marido celoso se obsesiona con la deshonra que podría ocasionarle el cortejo de un príncipe real a su esposa. En el episodio El curioso impertinente, hasta el Quijote (1605/1615) de Miguel de Cervantes contiene un tal relato de obsesiva desconfianza masculina. En este caso, sin embargo, es precisamente con sus celos que el hombre empuja a su mujer a un amor extramatrimonial, que él había querido impedir a toda costa. Cervantes también trató el tema del adulterio en sus entremeses La cueva de Salamanca y El viejo celoso (ambas de 1615).

### Sensibilidad ySturm und Drang
Un pionero de la literatura romántica moderna fue la novela de Madame de La Fayette La princesa de Montpensier (1662), sobre una princesa francesa que muere con el corazón destrozado después de una breve relación extramatrimonial con Enrique I de Guisa. La novela La Princesa de Clèveris, publicada en 1678 por Marie-Madeleine de La Fayette, cuenta la historia de un marido que se quiebra cuando su mujer le es aparentemente fiel pero ama a otro hombre.
En Gran Bretaña, se estrenó en 1676 la obra de teatro Abdelazer de Aphra Behn, cuyo personaje principal es un moro cautivo que vive en la corte del rey Felipe de España, que había asesinado a su padre unos años antes. Abdelazer busca venganza y se convierte en el amante de la reina. Juntos, envenenan al rey Felipe y también asesinan al joven rey Fernando.. También en Gran Bretaña, Samuel Richardson (Pamela o la virtud recompensada, 1740) impulsó una moralización de la novela. La obra La bella adúltera: o el hermano traicionero, publicada de forma anónima en 1743, aún contenía algunos elementos picantes, pero ya tenía un fuerte mensaje moral. El drama de Henry Fielding The Modern Husband se estrenó en 1732, en el que un hombre vende a su esposa pero no está satisfecho con el resultado de la venta y demanda al comprador por adulterio. Con la obra, Fieldings criticó la ley contemporánea que permitía a los maridos responsabilizar a terceros por los daños causados por la infidelidad de la esposa.  La novela sentimental posterior de Fielding, Amelia (1751), trata sobre el adulterio masculino.
En 1774 se estrenó en Berlín la tragedia de Johann Wolfgang von Goethe Götz von Berlichingen. La seductora e intrigante protagonista femenina, Adelheid, es sentenciada a muerte por la Santa Vehme por adulterio y asesinato de su marido. La tragedia de Friedrich Maximilian Klinger La mujer que sufre (1775) se considera la primera obra de teatro en lengua alemana en la que aparece una adúltera como personaje principal, la cual confiesa su infidelidad a su marido y muere de vergüenza, por lo que el amante se quita la vida sobre su tumba.
El drama sentimental Misantropía y arrepentimiento (1788) de August von Kotzebue trata sobre los enredos de los que es víctima una mujer noble, brevemente infiel, pero sinceramente arrepentida antes de reunirse felizmente con su esposo.

## Períodos clásico y romántico
En Las afinidades electivas (1809) de Johann Wolfgang von Goethe, se describe la historia de una pareja, Carlota y Eduardo que viven recluidos y cuyo matrimonio se desmorona cuando se les unen otros dos personajes. Como en una reacción química, ambos cónyuges experimentan una nueva y fuerte atracción, que es correspondida: la racional Carlota hacia el inteligente y enérgico capitán Otto; el impulsivo y apasionado Eduardo a la adolescente y silenciosamente encantadora Ofelia. El conflicto entre la pasión y la razón conduce al caos y finalmente a un final trágico.
El tema del adulterio rara vez aparece en la literatura romántica. Una excepción es la novela epistolar de Sophie Mereau Amanda und Eduard (1803) sobre una mujer casada con un hombre no amado que solo puede casarse con su amante cuando ya es viuda, pero luego sufre un accidente.  En la novela de Achim von Arnim de 1810 Pobreza, riqueza, culpa y arrepentimiento de la condesa Dolores, el frívolo personaje del título engaña a su esposo, el conde Karl, con el marqués D. y expía su maldad al final con la muerte. El tema principal de la novela, sin embargo, es el ciego enamoramiento de Karl, que había deseado a Dolores por su belleza física, mientras que su hermana Klelia, menos hermosa, habría sido una pareja más adecuada para él.
La historia de Ondina, en la que la esposa traicionada mata a su marido, tuvo un renacimiento en el siglo XIX, sobre todo en la forma de la novela de cuento de hadas Undine (1811) de Friedrich de la Motte Fouqué.
En el cuento de E.T.A. Hoffmann La marquesa de la Pivardiere (1820), un hombre se fuga con su amante mientras su mujer es acusada de asesinato porque no se puede explicar su desaparición. Eduard Mörike escribió un poema Der Schatten en 1838 sobre una mujer infiel que envenena a su marido. El hombre asesinado, sin embargo, regresa como un fantasma y la mata.

### Biedermeier
Franz Grillparzer, célebre como el "poeta nacional" de Austria, publicó su novela El monasterio de Sendomir en 1827 sobre un conde que mata a su esposa infiel, pero luego se percata de que este acto no le trae ningún alivio. Gerhart Hauptmann adaptó la novela en 1896 como una obra de teatro en un acto y le dio el título de Elga, en honor a la protagonista femenina.
La novela La condesa Faustina (1841) de Ida Hahn-Hahn cuenta la vida de una mujer culta de Dresde que, tras un matrimonio de conveniencia, deja a su marido para vivir con su amante; pero ni esta relación ni en la siguiente con un tercer hombre perduran.
El cuento Brigitta (1843) de Adalbert Stifter trata sobre un terrateniente austriaco que recién se da cuenta de lo valiosa que es su esposa luego de haberla engañado.

## Desde la segunda mitad delsigloXIX

### Comedias
También en el período del realismo burgués y más allá, el tema del adulterio se trató repetidamente de manera cómica, por ejemplo, en Un sombrero de paja de Italia (1851) de Eugène Labiche, en la que una joven esposa pierde su sombrero de paja durante una infidelidad, y antes de regresar a su marido, con el fin de no caer en sospecha, debe procurar un reemplazo. La comedia social de Oscar Wilde El abanico de Lady Windermere (1893) es temáticamente similar. Arthur Schnitzler completó su obra de teatro La Ronda en 1897, que contiene una serie de diez «diálogos», de los que los nueve primeros se ven interrumpidos por actos sexuales, describiendo la "mecánica implacable de las relaciones sexuales“ ("unerbittliche Mechanik des Beischlafs") sin mostrarla explícitamente. La obra es un cuadro de la moralidad en la sociedad de fin de siècle, atravesando todos los estratos sociales desde el proletariado hasta la aristocracia, y desencadenó un escándalo teatral tanto en Berlín como en Viena después de su estreno en 1920.
Una de las comedias de las equivocaciones más tumultuosas sobre el tema del adulterio es la obra de Georges Feydeau Una pulga en mi oreja (1907). En la comedia de sociedad de William Somerset Maugham The Circle (1921), un escándalo familiar (una mujer casada se fuga con su amante) se repite durante dos generaciones sucesivas casi sin variación. Maugham retomó el tema nuevamente en su comedia de costumbres The Constant Wife (1927), en la que la esposa traicionada primero aprueba la infidelidad de su esposo antes de finalmente reconocer su situación como indigna y emanciparse al volverse económicamente independiente, comenzar un nuevo trabajo, pagarle a su esposo por el alojamiento y la comida y coger un amante. El adulterio de Molly Bloom en la novela Ulises (1922) de James Joyce tiene una cualidad satírica, mientras que el personaje en realidad representa a la más famosa de todas las esposas fieles en la historia literaria, Penélope, el autor la sitúa engañando a su esposo Leopold con su mánager Hugh "Blazes" Boylan. El capítulo final del Ulises, a menudo llamado "Soliloquio de Molly Bloom", es un pasaje largo y sin puntuación, que expresa sus pensamientos mientras está acostada en la cama junto a Bloom.

### Esposas seducidas por interés

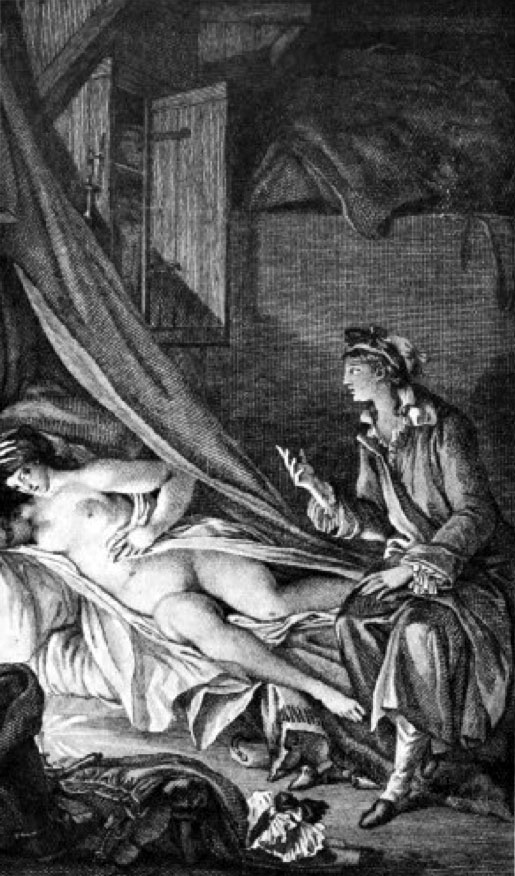
Ilustración de la carta XLIV de Liaisons Dangereuses, 1796.

El adulterio femenino fue tratado hasta el siglo XX con frecuencia como el resultado de una seducción, y el seductor fue caracterizado como calculador, en lugar de ser víctima de sus instintivos. Un ejemplo es la novela Las amistades peligrosas (1782) de Choderlos de Laclos. Es la historia de la marquesa de Merteuil y el vizconde de Valmont, dos amantes amorales convertidos en rivales, que se divierten arruinando a los demás y que finalmente se destruyen mutuamente. La obra es una contratesis literaria a la novela epistolar, como la ejemplifica Pamela de Richardson. Mientras que Richardson usa la técnica de las cartas para proporcionar al lector la sensación de conocer los pensamientos verdaderos e íntimos de lla protagonista, el uso que hace Laclos de este dispositivo literario es lo contrario: presenta al lector puntos de vista sumamente conflictivos del mismo escritor cuando se dirige a diferentes destinatarios, se deja al lector reconciliar la historia, las intenciones y los personajes detrás de las cartas. André Malraux escribe que la marquesa de Merteuil y el vizconde de Valmont son creaciones "sin precedentes"; ya que son "los primeros [en la literatura europea] cuyos actos están determinados por una ideología".
Rojo y negro (1830) de Stendhal describe el ascenso social de un astuto advenedizo en la época de la Restauración francesa. El protagonista -Julián Sorel- se convierte en tutor en la casa del alcalde de su ciudad natal y tiene una aventura con su esposa, la señora de Renâl. Si bien Sorel logra luego casarse con la hija de un marqués, una denuncia por parte de la señora de Renâl lleva a un desenlace trágico.

## Realismo burgués: novelas de adulterio con finales felices
El tema del adulterio, particularmente el del adulterio femenino, ganó una fuerte presencia en la literatura del realismo. Aquí, el adulterio es el punto de partida para los estudios morales sociales, así como para las representaciones psicológicamente precisas de las personas.
Honoré de Balzac, gran exponente de la independencia femenina, trató el adulterio femenino en gran parte de su obra. Un ejemplo sorprendente es su cuento La musa del departamento (1837) sobre la talentosa joven Dinah Piedefer que se casa con un hombre mucho mayor. Cuando su amante resulta ser un frívolo, Dinah no solo renuncia al matrimonio planeado, sino que lo abandona y, a pesar de tener dos hijos ilegítimos, regresa con su generoso esposo.
Nathaniel Hawthorne publicó en 1850 La letra escarlata, una novela sobre el adulterio en la que la esposa infiel no solo sobrevive sino que incluso se rehabilita. El hecho de que su marido sea un sádico, al que también se consideraba desaparecido en el momento de su relación amorosa, contribuye a su alivio moral. Hawthorne había tratado previamente el tema del adulterio en su cuento The Hollow of the Three Hills (1830).
De forma semejante a La letra escarlata, la novela L'Adultera (1880) de Theodor Fontane termina con los amantes unidos felizmente y con la benevolencia de la sociedad que los rodea.

## Realismo burgués: adúlteros que fracasan y mueren

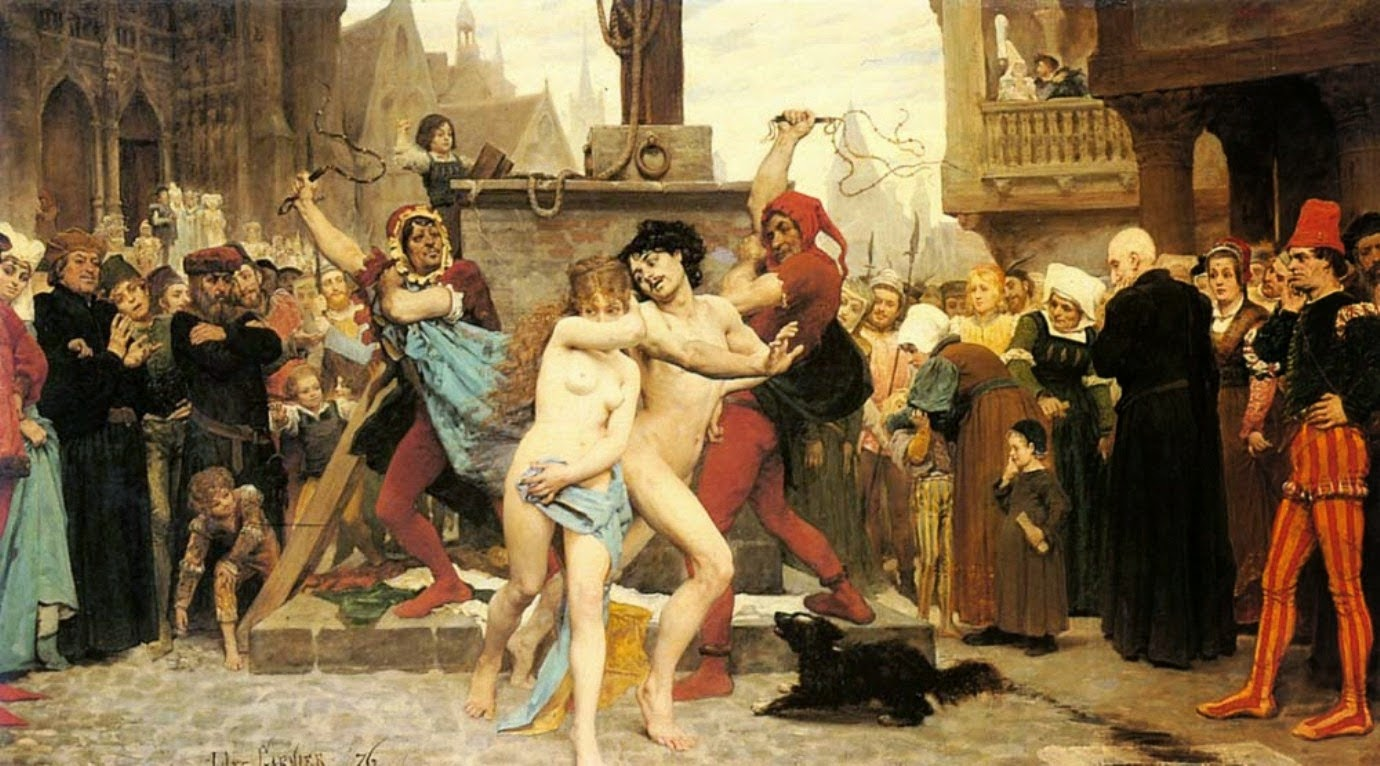
Jules Arsène Garnier : El tormento de los adúlteros, 1876

La perspectiva dominante ("personal") de la protagonista femenina, que Flaubert usó primero, es característica de la novela realista de adulterio. En esta perspectiva se muestran las razones de la alienación de los cónyuges y el adulterio: el matrimonio civil aparece en la tradición de los matrimonios de conveniencia, se presenta críticamente el papel limitado de la mujer en la familia, su falta de educación y su discriminación social. Al mismo tiempo, se expone la doble moral burguesa que permite todo a los hombres en la sexualidad y prohíbe todo a las mujeres. Los motivos del adulterio apuntan al hastío social, la sed de aventura y la ruptura con la moral provocada, mientras que se suele descartar como motivo el amor apasionado.
Una segunda línea de desarrollo dentro de la literatura realista está formada por aquellas novelas de adulterio en las que la esposa infiel es asesinada por su marido, se suicida o muere de una forma u otra con el “corazón roto”. Las novelas clásicas de adulterio son Madame Bovary (1848) de Gustave Flaubert, Anna Karenina (1873) de León Tolstoi y Effi Briest (1894–1895) de Theodor Fontane. Los tres se centran en una mujer que vive un matrimonio problemático y sucumbe a la tentación de una relación amorosa.
Mucho menos conocida es la novela sensacionalista Basil (1852) de Wilkie Collins, sobre un joven que se casa en secreto por debajo de su posición social, la mujer lo engaña y finalmente muere de tifus.  Otra novela victoriana sobre el fatal adulterio femenino es East Lynne (1861) de Ellen Wood.
Las novelas El primo Basilio (1878) del escritor portugués José María Eça de Queiroz y La Regenta (1884-1885) del escritor español Leopoldo Alas alias Clarín han sido comparadas con Madame Bovary, Anna Karenina y Effi Briest, por más que La Regenta está fuera de lugar en el sentido de que la mujer infiel termina destruida pero sobrevive. En 1880 Joaquim Machado de Assis publicó Memorias póstumas de Blas Cubas, considerada la primera novela realista de la literatura brasileña. Si bien la obra tiene ciertos paralelos con El primo Basilio, la gran diferencia, sin embargo, está en el carácter de los personajes. En Eça de Queiroz, es Basílio quien se acerca y seduce a Luísa, que luego se deja llevar al adulterio, en Machado, por el contrario, es Virgília quien toma la iniciativa. Luísa se entrega total y pasivamente a su pasión, mientras que Virgília nunca pierde la cordura y no se deja cegar su pasión, dispuesta a tener a Blas como amante, pero sin sacrificar su ventajosa condición de mujer casada. Cuando Basílio deja a Luísa, ella acepta la muerte como su castigo, Virgília, por el contrario, deja a Blas de mutuo acuerdo.
En la novela de Tolstoi La sonata a Kreutzer (1891), un hombre mata a su esposa sin siquiera cerciorarse de su infidelidad. En el mismo año, se estrenó en Berlín el drama de Felix Philippi Das alte Lied (1891), en el que un abogado reprocha a su cliente su acto de celos, pero inmediatamente después descubre la infidelidad de su propia esposa y la mata en un ataque de ira.
En su novela Los campesinos, publicada entre 1902 y 1908 y galardonada con el Premio Nobel de Literatura, Władysław Reymont  narra la historia de amor entre la joven, hermosa y apasionada Jagna, la esposa del rico granjero Maciej Boryna, y su hijo Antek. Tras la muerte de Maciej Boryna, quien estaba al frente de los campesinos, Jagna es denunciada y expulsada de la sociedad campesina, volviéndose loca; Antek se hace cargo de la granja de su padre. Esta novela difiere significativamente de obras como Madame Bovary en que el autor prescinde por completo de juicios morales.
Leo Tolstoy completó su obra El poder de las tinieblas en 1886, ocho años después de Anna Karenina. El personaje principal, Nikita, un joven campesino, seduce y abandona a la niña huérfana Marinka, seduciendo luego a la bella esposa del granjero para el que trabaja,  Anisja, quien envenena a su marido enfermo, a quien odia, para poder casarse con Nikita. Nikita deja embarazada a su nueva hijastra. Bajo la influencia de su madre y su esposa, asesina al recién nacido. El día de la boda de su hijastra, se entrega a la policía y confiesa sus crímenes. Nikolái Leskov ya había publicado su novela Sin salida en 1865, donde cuenta la historia de una campesina que mata con un hacha a su marido infiel y a su amante.
En la novela de Joseph Conrad Un paria de las islas (1896), el adúltero, bueno para nada, es asesinado por su amante. Theodor Fontane publicó su tercera novela de adulterio en 1891, que es también su primera y única novela sobre adulterio masculino: Irreparable. Su protagonista asume la infidelidad como un intento de ruptura de un matrimonio que siente como restrictivo, pero luego pierde, con el paso del tiempo, a ambas mujeres.

## Adulterio en el contexto de problemas de mayor dimensión
En algunas obras, no es el adulterio femenino el tema fundamental, sino los problemas subyacentes. El adulterio es aquí sólo un medio para tratarlos. Ya en las tres "grandes" novelas de adulterio del siglo XIX -Madame Bovary, Anna Karenina y Effi Briest- las adúlteras eran mujeres que no se llevaban bien con sus maridos. En Anna Karenina y Effi Briest se trata de matrimonios de conveniencia, en el que las mujeres pactan principalmente para mantenerse económicamente. Theodor Fontane había tratado previamente el tema de los matrimonios de conveniencia en L'Adultera (1882) y en Graf Petofy (1883), en esta última novela con gran detalle. Varios de los personajes, incluida la novia, tienen desde el principio pocas dudas de que un matrimonio tan desigual no funcionará, de hecho, la joven pronto encuentra un amante.
Uno de los ejemplos más llamativos de historias de adulterio, que no versa en absoluto sobre la moral convencional o las relaciones interpersonales, sino sobre capas humanas mucho más profundas, es la doble narrativa que Robert Musil publicó en 1911 bajo el título Uniones. En su novela de 1924 El diablo en el cuerpo, Raymond Radiguet narra los amores entre un adolescente y una mujer casada cuyo marido combate en el frente. Radiguet se opuso al heroísmo bélico oficial, por lo que la novela causó un gran escándalo.
Arthur Miller describe en la Muerte de un viajante el triste adulterio del fracasado protagonista, su descubrimiento por parte de su hijo Biff y la consiguiente pérdida de respeto por su parte. Lo acontecido lleva a Biff a rechazar el Sueño americano como una mentira, uno de cuyos representantes es su padre. Desenmascarado, el protagonista se suicida.
En el último capítulo de Cien años de soledad de Gabriel García Márquez, Aureliano Babilonia, el último de la estirpe de los Buendía, entabla una relación con su tía, Amaranta Úrsula, cuyo marido Gastón se ha ido a Europa. Engendran un animal mitológico que pone fin a la estirpe. Con él finaliza no solo la historia de los Buendía sino de su ciudad, Macondo: "Macondo era ya un pavoroso remolino de polvo y escombros centrifugado por la cólera del huracán bíblico [...] Aureliano Babilonia acabara de descifrar los pergaminos, y que todo lo escrito en ellos era irrepetible desde siempre y para siempre, porque las estirpes condenadas a cien años de soledad no tenían una segunda oportunidad sobre la tierra."
En el drama Traición (1978), una de las principales obras de Harold Pinter, se muestra la desintegración de una relación extramatrimonial, que transcurre paralelamente a la desintegración del matrimonio de la protagonista. Pinter ya había tratado el tema en su enigmática obra teatral de 1964 Retorno al hogar, en la que la esposa infiel resulta ser una persona con problemas que ve el adulterio como una forma de librarse de ellos. La novela de Tom Perotta, Little Children (2004), trata sobre la difícil situación de una intelectual feminista que se convierte en ama de casa y madre, llevando una vida insatisfactoria. Su adulterio resulta por demás frustrante.
Algunos escritores han utilizado el tema del adulterio masculino como síntoma de problemas más profundos en sus personajes principales. Es el caso, por ejemplo, de la obra de teatro de August Strindberg La sonata de los espectros (1908), en la que las diversas relaciones adúlteras existentes entre los personajes muestran el grado de degeneración de la sociedad en que viven.
La novela de Jakob Wassermann, Etzel Andergast (1931), cuenta la historia del doctor Kerkhoven, que vuelve loca a su primera esposa, un destino que casi le sucede a su amante y luego a su segunda esposa, Marie. En El revés de la trama (1948) de Graham Greene, el adulterio es solo una estación en la crisis moral del protagonista masculino, que deviene fatal. En la obra de teatro en un acto Play (1963), de Samuel Beckett, la atención se centra en la culpa que los tres participantes, habiéndose vuelto miserables, buscan cada uno en los otros dos.
En 1982, Herta Müller, quien luego ganó el Premio Nobel de Literatura, publicó su colección de cuentos En tierras bajas, en los que los omnipresentes adulterios caracterizan el siniestro antiidilio que Müller asocia con el mundo agonizante de los suabos del Banat. En la trilogía de novelas de André Dubus Ya no vivimos aquí (1984), los tristes adulterios cometidos por los dos protagonistas masculinos con las esposas del otro reflejan la miseria que soportaron mientras crecían.
El drama de Joanna Murray-Smith Honor (1995) utiliza la confrontación de esposa y amante para preguntar qué es una buena relación. En su novela Der Liebeswunsch (2000), Dieter Wellershoff utilizó el tema del adulterio para demostrar el poder destructivo que tiene la racionalidad cuando intenta ser la norma en las relaciones amorosas.

## Luego del realismo: adúlteros que fracasan y mueren
Como en la Sonata de Kreutzer, la esposa infiel muere a manos de su marido en la novela El amigo de las mujeres (1864) de Alexandre Dumas (hijo). En el cuento de Arthur Conan Doyle La caja de cartón (1893), un marido traicionado mata a su esposa, pero como finalmente descubre Sherlock Holmes, él no tiene la culpa.
El motivo de la adúltera que muere a causa de su infidelidad también se encuentra en la literatura de principios de siglo XX, por ejemplo en la primera novela de Heinrich Mann In einer Familie (1893), en Das Gänsemännchen (1915) de Jakob Wassermann, Als der Krieg zu Ende war (1947, drama) de Max Frisch, El fin de la aventura (1951)  de Graham Greene, De noche, bajo el puente de piedra (1953) de Leo Perutz, Bella del Señor (1968) de Albert Cohen y El paciente inglés (1992) de Michael Ondaatje.
Javier Marías describió la más extraña muerte de una adúltera en su novela Mañana en la batalla piensa en mí (1994): Un hombre llega al apartamento de una mujer, a la cual apenas conoce, para un encuentro amoroso. La situación es favorable: su marido se ha marchado y su hijo de dos años por fin se ha dormido. Pero lo previsto no acontece. A la mujer le sobrevienen repentinamente náuseas, y al poco tiempo está muerta... Esta escena opresiva se convierte en una historia densamente contada sobre el amor y la traición. El protagonista Víctor, que se siente perseguido desde esa noche, comienza a reconstruir lo que realmente sucedió.
La novela de Per Olov Enquist La visita del médico de cámara (2001) cuenta la historia de la princesa británica Caroline Matilde, que está casada con el demente y políticamente débil rey danés Christian VII, pero luego comienza una aventura con su médico personal, Struensee, que quiere ayudar a Christian a ser un gobernante fuerte y progresista. Al final, Caroline Matilde es desterrada y Struensee ejecutado.
En 1911, Edith Wharton publicó su novela Ethan Frome, sobre un hombre intimidado por su esposa enferma que se enamora de una joven. El intento de los amantes de suicidarse juntos termina con la muchacha quedando parapléjica. Wharton retomó el tema del adulterio masculino en La edad de la inocencia (1920), donde el protagonista renuncia a su amada y opta por su esposa que espera a su hijo. La novela de F. Scott Fitzgerald Suave es la noche (1934) trata sobre la quiebra interna de un médico que asciende a la clase alta al casarse con una paciente, solo para enamorarse luego de otra mujer. También en la novela de Lion Feuchtwanger Goya o el feo camino del conocimiento (1951) es una relación extramatrimonial la que se convierte en la causa principal de la caída del protagonista masculino.
El adulterio masculino es retratado ocasionalmente como una etapa en una crisis de la mediana edad donde conduce a consecuencias fatales, como en A Married Man (1979) de Piers Paul Read. Esta novela trata sobre un abogado que es animado por una de sus amantes a postularse para diputado laborista. Solo cuando su esposa es asesinada junto con su amante, comienza a comprender hasta qué punto su vida se construyó con base en mentiras. En 1991, Josephine Hart publicó su novela Damage sobre un parlamentario británico casado que comienza una aventura con la prometida de su hijo y, por lo tanto, involuntariamente carga con la culpa cuando el hijo finalmente muere en un accidente. También la carrera del protagonista masculino en la novela Double Life (2005) de Tim Parks, un aspirante a juez, se derrumba rápidamente cuando tiene una aventura extramatrimonial de más.
En 1953, Roald Dahl publicó un cuento satírico y espeluznante Lamb to the Slaughter (1953), sobre una ama de casa embarazada que mata a su marido infiel con una pierna de cordero.

## Consecuencias del adulterio para la amada o para el amante
En la novela Une page d’amour (1877) de Émile Zola, una viuda solitaria se enamora de un médico casado y es responsable, por descuido, de la muerte de su pequeña hija. Zola utilizó el tema del adulterio varias veces en sus novelas: además de en Thérèse Raquin (1867), también en Nana (1880) y en Pot-Bouille (1882).
La primera novela de William Somerset Maugham, Liza of Lambeth (1897), describe el adulterio masculino desde la perspectiva de la amante, que está socialmente estigmatizada por su infedelidad y finalmente muere como resultado de una pelea con la esposa físicamente superior. Al igual que Maugham, Colette ha tratado repetidamente el tema del adulterio en sus novelas. Chéri (1920), una de sus principales obras, narra las complejas emociones de Léa, una mujer de 49 años cuyo amante mucho más joven se casa con otra persona, pero al principio no quiere renunciar a ella y engaña a su joven esposa con ella, hasta que Léa finalmente lo deja ir de mala gana.
Una variación interesante del romance del adulterio es la novela de Ford Madox Ford El buen soldado (1915), en donde la historia del adulterio se cuenta desde el punto de vista del esposo de una de las amantes de un hombre casado.
En Stoner (1965) de John Edward Williams, el protagonista, un erudito en el campo de la literatura inglesa, experimenta una serie de decepciones: el matrimonio con una familia "adecuada" lo aleja de sus padres, su carrera está bloqueada, su esposa e hija se alejan fríamente de él y la experiencia transformadora de un amor ilícito termina bajo amenaza de escándalo. Hundido cada vez más en sí mismo, Stoner redescubre el silencio estoico de sus antepasados y se enfrenta a una soledad esencial.
Por el contrario, las infidelidades en la colección de cuentos de Richard Ford Pecados sin cuento (2002) quedan libres de consecuencias, ya que las personas involucradas no son capaces de sentimientos auténticos.
Algunas obras literarias sobre el adulterio femenino también muestran las consecuencias para el amante. Uno de los ejemplos más gráficos es la novela Senso de Camillo Boito de 1883. Se trata de un melodrama escrito en primera persona por la condesa Livia, quien nos cuenta su historia de amor con un joven y apuesto teniente austriaco, vividor oportunista y sin escrúpulos que la empuja al adulterio y a la humillación. El hecho de que él sea un desertor le permite denunciarlo y, al final, incluso presencia como lo fusilan. También en Doktor Faustus (1947) el amante infiel (el violinista Rudi Schwerdtfeger) muere, siendo baleado por su indignada amante Ines Rodde. En la obra de Thomas Mann, este es uno de los pocos casos de infidelidad conyugal.

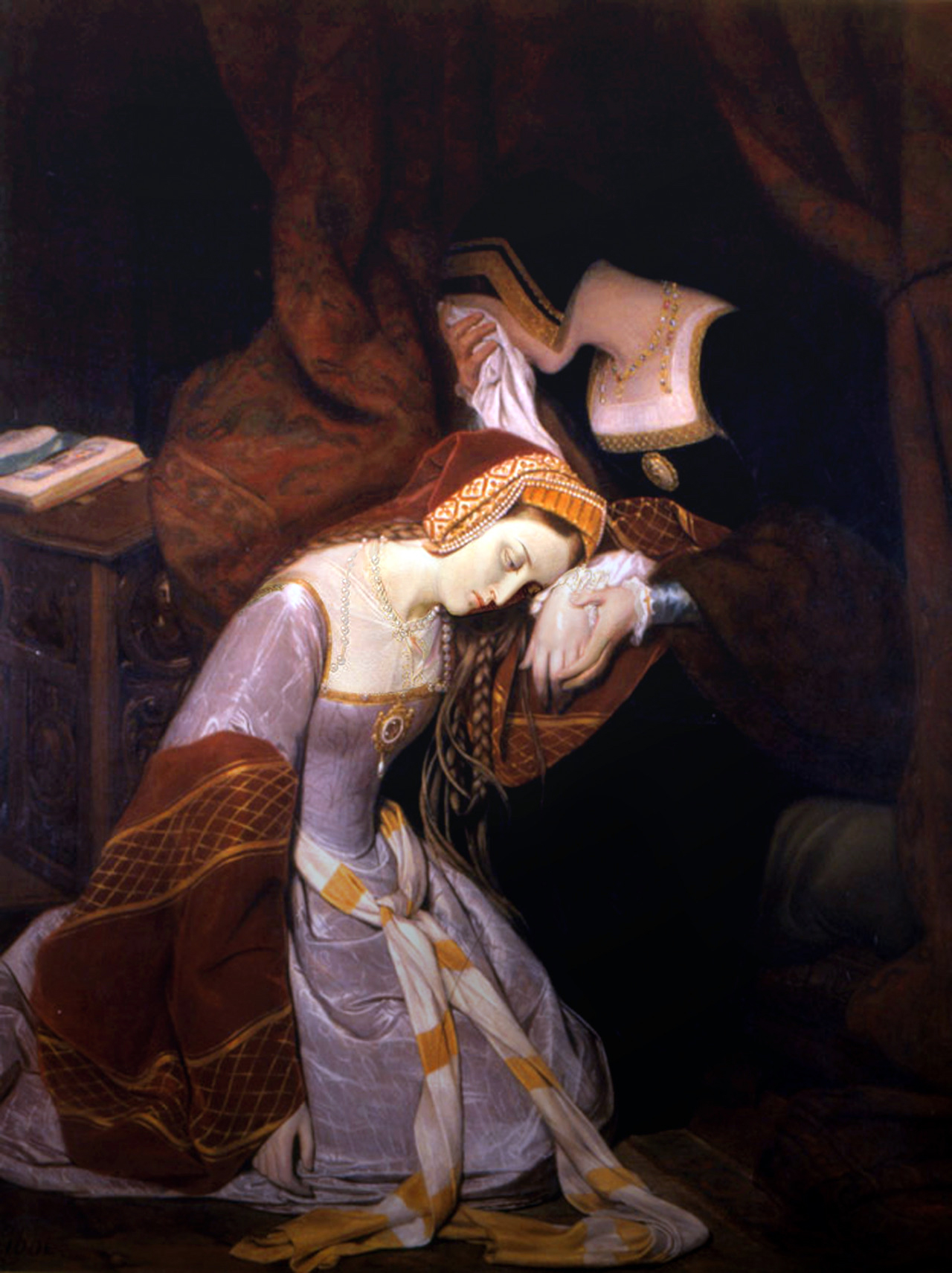
Ana Bolena en la Torre de Londres.

Una reina en el estrado (2012) de Hilary Mantel es la continuación de su novela En la corte del lobo, centrada en la figura de Thomas Cromwell, el principal ministro en la corte del rey Enrique VIII. El rey, habiéndose cansado de Ana Bolena, quien es incapaz de darle un heredero, decide librase de ella para casarse de nuevo, y Cromwell debe encargarse de la tarea. Ana Bolena es acusada de adulterio con Mark Smeaton, un músico de la casa real, Sir Henry Norris, el palafrenero del rey y uno de sus amigos más cercanos, Sir Francis Weston, Sir William Brereton, y su hermano, Jorge Bolena. Cromwell provoca las confesiones necesarias a través de la tortura y Ana Bolena es ejecutada.
Como ejemplo de la descripción del adulterio femenino desde la perspectiva del amante debe mencionarse la novela de F. Scott Fitzgerald El gran Gatsby (1925). Gatsby tiene una aventura con Daisy, después de que ella accidentalmente atropella fatalmente al amante de su esposo, él asume la culpa, lo que termina fatalmente para él.

## Adúlteros asesinos
En el libro de Nikolai Leskov Lady Macbeth de Mtsensk (1865), que debe su notoriedad actual sobre todo a la adaptación operística de Dmitri Shostakovich (Lady Macbeth de Mtsensk, 1934), la esposa mata a su marido con la ayuda de su amante. Se encuentran tramas similares en la novela Thérèse Raquin (1867) de Émile Zola, que a su vez se inspiró en la novela La Vénus de Gordes (1866) de Adolphe Belot y Ernest Daudet, y en la novela policíaca de James M. Cain El cartero siempre llama dos veces (novela) (1934).  La finlandesa Minna Canth utilizó el tema en su obra Sylvi (1893) para promover la liberalización de la ley de divorcio.
El cuento de Ernest Hemingway, The Short Happy Life of Francis Macomber (1936), es completamente fuera de lo común, ya que en el una esposa infiel mata a su marido cuando este está a punto de escaparse de su control.
Juan Carlos Onetti describe en el cuento El infierno tan temido (1962) la minuciosa venganza de una mujer adúltera que lleva a su marido al suicidio.
Patricia Highsmith narra en su primera novela Extraños en un tren (1950) el encuentro fortuito y fatal de dos hombres desconocidos deseosos de liberarse de sus familiares. Lo que en un principio parece una propuesta absurda -crímenes cruzados-, acontece: la esposa de uno de ellos es asesinada. El viudo involuntario debe tomar una decisión al respecto.

## Perspectivas feministas tempranas
Además de Minna Canth, varias otras autoras han utilizado el tema del adulterio femenino para denunciar las dificultades sociales que enfrentaron las mujeres en su época, incluida, por ejemplo, George Sand. En su novela Le dernier amour (1866), el inventor de una extraña teoría del adulterio vigila de manera inhumana a su esposa, llevándola directamente al comportamiento que pretendía evitar.
En su novela El despertar (1899), Kate Chopin describe el destino de una esposa que tiene una aventura intrascendente con un hombre, pero ama y desea a otro, quien para protegerla, la evita. Desesperada por su falta de libertad, acaba suicidándose. Condenado como morboso, vulgar y desagradable cuando apareció, hoy es aclamado como un libro estadounidense esencial.

## Consecuencias del adulterio para el cónyuge engañado
El drama familiar de Henrik Ibsen Espectros (1881) trata sobre el destino de una mujer que enfrenta las consecuencias del adulterio repetido de su difunto esposo, uno de ellos es la sífilis congénita de su hijo. El tema del adulterio es omnipresente en la obra de Guy de Maupassant. Su novela debut Una vida (1883) cuenta la historia de una mujer que no solo es traicionada por su marido, sino que más tarde descubre que su hijo también tiene una moral reprimible. En A Marriage Below Zero (1889) de Alan Dale, una de las primeras novelas en inglés sobre el amor homosexual, es narrada desde la perspectiva de la esposa de uno de los dos hombres.
La novela de André Gide El inmoralista, publicada en 1902, trata sobre un homosexual que no ha salido del armario y cuya esposa no puede hacer frente al matrimonio mixto y la infidelidad de su marido, muriendo finalmente. Henry James abordó el tema del adulterio en varias ocasiones, sobre todo en su novela La copa dorada (1904). Esta novela evolutiva describe la maduración de una joven heredera que, a medida que avanza la historia, desarrolla la fuerza y la habilidad suficientes para soslayar la infidelidad de su marido y enseñarle el amor conyugal.
La novela de 1962 de Penélope Mortimer Siempre estoy sola cuenta la extraña historia de una mujer que, si bien su marido la engaña, no puede dejar de quedar embarazada.  La trama en realidad banal, en la que un hombre casado se enamora de una mujer más joven y sexualmente más atractiva, gana un giro especial en la obra de Peter Nichols Passion Play (1981) en la que tanto el adúltero como su esposa están equipados con un alter ego, o sea que a cada uno de estos dos personajes se le suma un segundo actor que, a diferencia del personaje original, expresa sin rodeos lo que le mueve en ese momento.
En la novela Dept. of Speculation (2014), Jenny Offill describió las emociones complejas experimentadas por una mujer cuyo esposo está teniendo una aventura. The First Day (2017), de Phil Harrison, narra el destino de una familia durante un período de 30 años, en los que el padre tiene una aventura.
Algunas obras literarias detallan cómo la vida de un hombre se ve destrozada por la infidelidad de su mujer, como la novela Bolwieser (1931) de Oskar Maria Graf, sobre un jefe de estación demasiado obediente y bonachón para defenderse de las heridas infligidas por su mujer infiel. El título de la novela Un puñado de polvo (1934) de Evelyn Waugh expresa lo que queda del protagonista masculino traicionado y abandonado. En la novela de Joseph Roth Triumph der Schönheit (1934), el diplomático traicionado por su mujer acaba suicidándose. El punto de partida de la miseria del personaje principal Beckmann en el drama de Wolfgang Borchert Fuera de la puerta (1947) es la infidelidad de su mujer, que no lo quiere de vuelta tras su regreso de la guerra.
El marido traicionado en la farsa Die Große Wut des Philipp Hotz de Max Frisch, que se estrenó en 1958, es menos indefenso: se venga fingiendo haber tenido una aventura. En 1982 Uwe Johnson publicó una historia sobre un escritor que, tras enterarse del adulterio de su esposa, sufre un bloqueo.

## Consecuencias inesperadas del adulterio
La ya citada historia de Atreo y la infidelidad de su esposa Aérope con Tiestes, el hermano del primero, tiene un final por demás truculento: Atreo, habiéndose enterado del adulterio, se vengó matando a los hijos de Tiestes y le sirvió sus cuerpos en un banquete. Un oráculo aconsejó a Tiestes que si tenía un hijo con su propia hija (Pelopia), este mataría a Atreo. Tiestes así lo hizo, y el vástago, Egisto, mató a Atreo.
En algunas obras, la atención se centra menos en el adulterio en sí mismo y más en la confrontación de la mujer con las consecuencias que esto trae consigo inesperadamente. Este es el caso, por ejemplo, del cuento de Arthur Schnitzler Die Toten schweigen (1897), en el que una mujer casada tiene que encontrar una salida al shock y dilema que experimenta cuando su amante muere inesperadamente en su presencia. Al final de la novela, el esposo traicionado posibilita un diálogo honesto con su mujer. Schnitzler retomó una vez más el tema del adulterio en su cuento El diario de Redegoda (1911), en el que desarrolló una sofisticada trama de confusiones.
En la novela Miedo de Stefan Zweig de 1910, una esposa infiel atraviesa el tormento no solo del chantaje, sino también de la difícil decisión de si puede atreverse a confiar en su esposo.
En la literatura de la RDA, los temas de la vida privada no eran bienvenidos y, por lo tanto, las novelas sobre el adulterio eran bastante raras. Entre las pocas obras literarias de la RDA que tratan sobre el adulterio femenino se encuentra la novela Descripción de un verano (1961) de Karl-Heinz Jakobs, cuyo personaje principal sufre remordimientos de conciencia durante un adulterio no solo por el dolor que le inflige a su marido, sino también por su violación de los conceptos morales socialistas.

## Adúlteros promiscuos
Los adúlteros masculinos a menudo se caracterizan en la literatura como mujeriegos, que simplemente no pueden mantener sus manos alejadas de otras mujeres, incluso después de su matrimonio. Esto aplica al famoso cuento de Anton Pavlovich Chejov La dama del perrito (1899), cuyo promiscuo protagonista, sin embargo, se enamora seriamente; Chéjov deja abierto si realmente dejará a su esposa. En la tragicomedia de Arthur Schnitzler Das weite Land (1911), el fabricante de bombillas vienés Friedrich Hofreiter comete adulterio varias veces y puede perdonar por ello la infidelidad posterior de su esposa Genia, pero no la determinación juvenil que aparece en los ojos de su amante durante un duelo.
Mackie Messer en La ópera de los tres centavos (1928) de Bertolt Brecht va a un burdel inmediatamente después de su boda. Hannah Arendt, en su libro de 1951 Los orígenes del totalitarismo, afirma que la obra logró “exactamente lo contrario de lo que Brecht quería que hiciera”: exponer la hipocresía burguesa. El "único resultado político de la obra fue que se animó a todos a quitarse la incómoda máscara de la hipocresía y adoptar abiertamente los estándares de la chusma".
That Uncertain Feeling (1955) de Kingsley Amis trata con humor el dilema amargamente serio de un hombre que por un lado quiere seguir siendo decente y fiel a su esposa, pero por otro lado no sabe cómo negar su afición por las mujeres atractivas. Los adulterios masculinos son muy destacados en las novelas de Max Frisch (No soy Stiller, 1954; Homo faber, 1957) y Martin Walser (Ehen in Philippsburg, 1957), en las que los protagonistas masculinos mantienen amantes con gran despreocupación, sin renunciar a las comodidades de estar casados. En la novela satírica de Iris Murdoch La cabeza cortada (1961), un marido infiel y con buena conciencia se percata de que la infidelidad es un juego que también practican los otros. El adulterio es un tema constante en las novelas de John Updike, como Matrimonios (1968), donde las relaciones adúlteras de los personajes son la expresión visible de una decadencia social subyacente.  Rabbit Angstrom, el personaje principal de la serie de novelas del Conejo, de Updike (1960-2002), engaña continuamente a su esposa porque cree que la vida familiar de clase media restringe injustificadamente sus opciones de vida.
En la novela de Milan Kundera La insoportable levedad del ser (1984) Tomáš es un mujeriego que vive para su trabajo. Considera que el sexo y el amor son entidades distintas: tiene relaciones sexuales con muchas mujeres pero solo ama a su esposa, Teresa. No ve ninguna contradicción entre estas dos posiciones. Explica la promiscuidad como un imperativo para explorar las idiosincrasias femeninas que solo se expresan durante el sexo. El tipo de adúltero masculino promiscuo también tiene un lugar permanente en las novelas de Philip Roth, por ejemplo en El teatro de Sabbath (1995), cuyo héroe, sin embargo, cae en una grave crisis vital debido a la muerte de su amante de toda la vida. Ya en 1990, Roth había publicado su novela Engaño, que consiste íntegramente en los diálogos que un escritor estadounidense casado tiene antes y después de tener sexo con su amante inglesa, también casada. No hay adulterio en la novela Ampliación del campo de batalla de Michel Houellebecq de 1994, sin embargo, el narrador en primera persona desarrolla una interesante teoría: 

Como el liberalismo económico -y por razones análogas- el liberalismo sexual produce fenómenos de pauperización absoluta. Algunos tienen sexo todos los días, otros cinco o seis veces en su vida, o nunca. Algunos lo hacen con cien mujeres, otros con ninguna. […] En un sistema sexual donde el adulterio está prohibido, todos pueden encontrar un compañero de cama, correcto o incorrecto. […] En un sistema sexual totalmente liberal, algunos tienen vidas sexuales variadas y excitantes, otros se limitan a la masturbación y la soledad.
Michel Houellebecq

Thinks (2001) de David Lodge, sobre un científico cognitivo carismático que es adorado por las mujeres, es tan cómico como agudamente intelectual. La novela American Adulterer (2009) de Jed Mercurio rastrea los motivos del notorio adúltero John F. Kennedy.
Con Julia Lambert, William Somerset Maugham (La otra comedia, 1937) creó una mujer adúltera cuya promiscuidad rivaliza con la de hombres casados mujeriegos como el personaje de John Updike, Rabbit Angstrom. En 1954, Anaïs Nin publicó su novela Spy in the House of Love sobre una mujer casada que se toma todas las libertades sexuales que se dan por sentadas en los hombres. En la novela de Binnie Kirshenbaum A Brief History of My Cheating Career (1996), la protagonista, amante de la diversión, adquiere un marido solo para engañarlo de inmediato, ya que su amante más difícil había mostrado debilidad por las mujeres casadas.

## Luego del realismo: novelas de adulterio con finales felices
En el siglo XIX se crearon más obras literarias en las que las adúlteras experimentaron más o menos un final feliz. En la novela Dumala (1907) de Eduard von Keyserling, por ejemplo, la esposa infiel es abandonada por su amante, pero aun así hereda la fortuna de su marido indulgente. Keyserling publicó otra novela de adulterio con final feliz en 1919 con Holiday Children. El destino de la infiel Irene Forsyte en La saga de los Forsyte (1906-1921) de John Galsworthy también es leve; después de un largo período de penurias, obtiene el divorcio y puede casarse con su amante. El amante de Lady Chatterley de D.H. Lawrence siguió en 1928 con un tema similar.
Un ejemplo más reciente de una novela de adulterio con un final feliz es la novela histórica Tulip Fever (1999) de Deborah Moggach, que cuenta la historia de una mujer holandesa del siglo XVII que frente al marido maneja un truco arriesgado para poder ser libre para su amante.

## Adúlteros indecisos
En algunas obras literarias, el marido resulta ser el mejor integrante de la pareja, como en la novela Home and World (1916) del ganador del Premio Nobel bengalí Rabindranath Tagore, en la que un marido educado y gentil continúa apoyando a su esposa, que aún es inexperta en el mundo e incluso le da rienda suelta cuando se enamora de otro hombre. La novela de William Somerset Maugham El velo de colores (1925) cuenta la historia de una joven esposa que engaña a su marido porque no ha llegado a apreciar las cualidades de su esposo hasta que es demasiado tarde; cuando se da cuenta de que su amante es un egocéntrico.
1972 vio la publicación del cuento de Joyce Carol Oates La dama del perro mascota, sobre Anna, una mujer que no puede decidir entre su amante y su marido. La novela de Jane Gardam El hombre del sombrero de madera (2009) cuenta la historia de una mujer que no puede ser fiel pero tampoco se decide a dejar a su marido. En Everything about Sally (2010) de Arno Geiger, el personaje principal vuelve con su marido después de que su amante la deja por otra mujer. La heroína emancipada de la novela Adulterio (2013) de Paulo Coelho encuentra un amor más profundo por su marido a través de su infidelidad.
Un pequeño cuerpo de obras literarias trata sobre hombres que no pueden decidir entre su amante y su esposa, como la novela de Georges Simenon de 1961 El tren. El libro trata sobre la breve historia de amor de un francés casado con una mujer judía de nacionalidad desconocida que huye de los nazis; aunque conocerla lo conmueve profundamente, no se atreve a dejar a su esposa e hijos por su amada. Un tema muy similar tiene la novela debut de Richard Yates, también publicada en 1961, Vía revolucionaria, en la que un hombre, con la ayuda del adulterio, entre otras cosas, intenta en vano salir de su inventada vida suburbana estadounidense.
La novela de Nicholas Mosley Natalie Natalia (1971) cuenta la historia de un diputado conservador cuya indecisión entre su amante y su esposa es un fiel reflejo de la ambivalencia que también siente sobre su carrera política.

## Liberación, autoconocimiento y autodescubrimiento
En la novela La confusión de los sentimientos (1927) de Stefan Zweig, un joven estudiante de filología tiene sexo con la esposa de su profesor para explorar y aclarar sus propios sentimientos sobre el profesor que se ha enamorado de él, y en el proceso se da cuenta de lo siguiente:

Siempre he aborrecido el adulterio, pero no por moralidad obstinada, por mojigatería y pudor, no tanto porque signifique robar en la oscuridad, apropiarse del cuerpo de otra persona, sino porque casi todas las mujeres traicionan a sus maridos. cosas secretas en tales momentos - cada una Dalila que roba el secreto más humano del traicionado y se lo arroja a un extraño, el secreto de su fuerza o su debilidad.
Stefan Zweig

En vista del matrimonio abierto de la pareja, tal moralización es ciertamente obsoleta, pero ayuda al estudiante a terminar con la situación insoportablemente ambivalente para él, salvándose en la convicción de que, como amante de la mujer, ya no puede enfrentarse al hombre que adora.
En algunas obras literarias, la protagonista femenina no solo satisface sus deseos sexuales a través de su adulterio, sino que también logra la liberación y el autodescubrimiento. Este ya fue el caso de Lady Chatterley (1928), cuyo romance la ayuda a liberarse de la hostilidad hacia el cuerpo de la intelectualidad contemporánea; En Lady Chatterley, la naturaleza se experimenta tan extáticamente como el sexo. La novela de Lawrence se puede comparar con la historia de Albert Camus La mujer adúltera (1957), en la que Janine, que está insatisfecha en su matrimonio, no encuentra al final una experiencia sensual satisfactoria en una infidelidad casual, sino en la percepción del desierto en Argelia. Un tema similar aparece en la novela Moderato cantabile (1958) de Marguerite Duras, cuya heroína Anne, también una esposa aburrida, se prepara para un adulterio cuya consumación, deliberadamente retrasada por ella por este motivo, es finalmente decepcionante.
La primera novela de Mary McCarthy, She and the Others (1965), tiene un trasfondo feminista, en el que una mujer, destrozada por el adulterio, experimenta la complejidad de su propia personalidad. En 1973, Doris Lessing publicó una ejemplar novela de liberación femenina:The Summer Before Darkness, donde para el personaje principal el adulterio es una etapa esencial en el camino hacia el autodescubrimiento. Se pueden encontrar ideas argumentales similares en el éxito de ventas Miedo de volar (1973) de Erica Jong y en Democracy (1984) de Joan Didion. En la sátira Ménage (2012) de Alix Kate Shulman, es el propio marido quien le presenta un amante a su esposa intelectualmente aburrida.
También hay obras literarias aisladas en las que un hombre se encuentra a sí mismo a través del adulterio. Un ejemplo pertinente es la última novela inacabada del premio Nobel Samuel Agnon, Shira (1971). En esta obra romántica, un erudito judío casado en la Palestina ocupada por los británicos tiene una aventura con una pareja aparentemente inadecuada: un amor que lo libera de su confinamiento intelectual.
Con su popular novela debut Tales buenos amigos, la feminista Lois Gould publicó una obra en 1970 en la que una esposa se encuentra a sí misma a través del descubrimiento de la infidelidad de su marido, a pesar de que es incapaz de salir de su papel de víctima. En la novela de Margaret Drabble La cascada (1969), es la amada la que se entrega a un sinfín de reflexiones.

## Adulterio en el romance
En muchas novelas románticas, el adulterio no es el tema principal en absoluto, sino solo un recurso que permite al autor introducir el tema que realmente le interesa: el amor una pareja que se ha encontrado. Es el caso, por ejemplo, de la novela A Game of Hide and Seek (1951) de Elizabeth Taylor: Harriet, casada con el aburrido pero benigno Charles, se ve confundida por la reaparición de su primer amor, Vesey, después de 15 años de ausencia. En Doctor Zhivago (1957) de Boris Pasternak, el héroe casado, se pierde en un conflicto irresoluble, explorado profundamente por el autor, cuando se enamora de otra mujer. Pasternak describe una experiencia emocional privada y personal, que el liderazgo soviético, propagando el realismo socialista está tratando de erradicar.
En la obra de teatro de Tom Stoppard The Real Thing (1982), se plantea la pregunta de es qué es realmente el amor verdadero, mientras que el adulterio aparece como un problema que solo se interpone casualmente en el camino de la búsqueda del amor. El protagonista es un dramaturgo que escribe guiones de televisión sin esfuerzo, pero a quien le cuesta escribir una obra de teatro sobre su amor por Annie, la mujer de la que se enamora, y que lo lleva a divorciarse de su esposa.

## Más allá de la moralidad
En consonancia con la liberalización que experimentó el adulterio a lo largo del siglo XX en el mundo occidental, algunos tratamientos más recientes del tema muestran un cambio fundamental de perspectiva. Los autores no utilizan aquí el adulterio como fuente de tensión entre los personajes o como escándalo, sino pero suelen tener cualquier otra función en la narración. Un ejemplo es el romance de inspiración feminista El amante del mar. (1988) de Benoîte Groult, en el que el hombre está casado y la mujer está comprometida durante gran parte de la trama. Una brecha educativa insalvable también separa a los amantes. Sin embargo, son precisamente estos obstáculos externos los que le permiten a la pareja mantener extremadamente viva una atracción sexual de por vida, que se habría extinguido después de poco tiempo en las aleccionadoras condiciones de la vida cotidiana en común.
Otro ejemplo es el cuento What Is Remembered (2001) de Alice Munro, que describe la corriente de conciencia de una mujer casada que recuerda un encuentro sexual apasionado con otro hombre. La novela de Sibylle Berg The Day My Wife Found a Man (2015) también está libre de las implicaciones morales de la literatura clásica de adulterio burgués, plantea fundamentalmente la cuestión de la necesidad del sexo y la trama termina en lo grotesco. La obra de teatro de Edward Albee The Goat or Who is Sylvia trata sobre una variante especial del adulterio, con una cabra como tercera persona en el juego, y en el que Albee también hace preguntas fundamentales sobre qué es "moral" en nuestra sociedad y qué no lo es.

## Temas y motivos relacionados
El tema del adulterio a menudo se cruza en la literatura con otros temas y motivos relacionados:
- El motivo de la esposa calumniada (Historia de Susana, Genoveva de Brabante ) es uno de los motivos literarios más antiguos relacionados con el adulterio
- En la novela matrimonial, el tema real es el matrimonio de los personajes principales. Los adulterios pueden aparecer aquí marginalmente para caracterizar el matrimonio mismo. Ejemplo: Años luz (1975) de James Salter.[228]
- También se relaciona el tema del libertinaje, en el que los personajes literarios entienden el sexo extramatrimonial como un elemento de su estilo de vida. Ejemplo: The History Man (1975) de Malcolm Bradbury[229]
- En el caso del ménage à trois, la relación amorosa extramatrimonial se vive con el conocimiento del cónyuge. Ejemplo: Jules et Jim (1952) de Henri-Pierre Roché.[230] (Ver también: triángulo amoroso )
- La bigamia es un caso especial. Ejemplo: Jane Eyre[231] (1847) de Charlotte Brontë
- En ocasiones, el abandono que sigue al adulterio es también el tema central. Ejemplo: Los días del abandono (2002) de Elena Ferrante